# 陕甘宁边区行政学院
陕甘宁边区行政学院，简称“行政学院”，是抗日战争时期中国共产党在延安创办的一所培养区、乡基层行政干部的学校。

## 历史
1940年4月开始筹建。7月1日行政学院在延安南门外张家岗村半山坡上修建了四排数百眼窑洞，窑洞下面方圆50来亩的平台上，建了一座能千人大礼堂，在此正式开学。学院依山面水，右上方是中共中央西北局驻地，左下方是当时延安最为繁华的商业区——新市场，新市场旁边是陕甘宁边区政府所在地。边区政府主席林伯渠兼任校长。副院长王凌波，主持校务工作。林伯渠曾称赞说：“行政学院开办初，困难很多。我挂名正院长，凌波同志从没推过责任，也不肯告苦。” 后由李六如（原农业专科学校校长）继任。学院设政治处（主任陈行健兼边区政府秘书、胡嘉宾）、教育处（教育科长袁家柯）、总务处（主任杨正齐兼边区政府建设厅生产科长，设总务科、生产科、合作社、木器社）。学院党总支书记王仲言。教学上分为普科与专修科，学制一年。专修科分行政系、财政经济系、法律系。普科开设政治、党的理论与政策、专业政策、文化课。
1941年6月24日第一期200多人举行毕业典礼。1942年夏第二期毕业220多人。
1942年3月29日西北局常委会确定了行政学院的教学方针：“1.学习科目要与政府工作沟通；2.学习科目要与社会现实沟通；3.学习程序由具体到理论”，遵照“学的即用的”原则开战日常教学活动，行政学院要学会集中收集和整理工作经验材料，朝着“行政工作的研究机关”方向发展，学制由一年延长至一年半。9月3日王凌波在察看学生伙食时突发脑溢血病逝。9月24日三边分区专员王子宜接任副院长，其主要任务是负责行政学院的整风审干，此时行政学院共有五、七、八、十等4个班178名学员。其中，第五班主要是老干部，进校前都在陕甘宁边区各分区或县政府担任行政领导工作，七班其实除极少数小学教员外，都是从延大调来的知识份子，全班70余人。第八班人数较少，共40余人，绝大多数是保卫和教育工作方面的干部，多数是陕北人，只有6人是外地干部。行政学院调整了学院的整风领导班子。成立了由王子宜、高尚贤、杨玉亭3人组成的整风核心小组，随後调整了院党总支和各班支部的干部，使一批整风积极份子进入了领导班子，随後在全院各班用两周时间进行分组集体讨论，重点是解剖自己对革命的认识。同时，根据各组人员的不同情况，有针对性地检讨具体问题，如贪污腐败、群众关系、家庭观念等等。
1943年1月，为了推广张克勤的坦白经验，行政学院决定由五班学员乔生瑞做坦白典型，以推动学校的坦白运动。1943年4月3日中共中央发布《关于继续开展整风运动的决定》（“四三”决定），“一年的经验证明：整风不但是纠正干部错误思想的最好办法，而且是发现内奸和肃清内奸的最好方法。”“纠正错误思想与肃清内奸份子，是在整风过程中互相联系著，但在性质上又互相区别，绝对不能混同的两件事。”提出整风分为两项：一是纠正干部中的非无产阶级思想；二是肃清党内暗藏的反革命分子。整风是思想上清党，审干是组织上清党。4月9日和12日，在延安分别召开了中直、军直和陕甘宁边区系统各机关两万多人的干部大会。任弼时代表中共中央书记处在会上作了《特务活动和中央对特务的方针》的报告，号召“误入歧途者”坦白交待，同时警告说，宽大政策的反面就是无情的镇压，不愿坦白的人是在走一种自己灭绝的死路。4月11日，行政学院全体师生参加了由康生亲自主持的审干动员大会，会上张克勤等“悔过自新份子”作了坦白示范。第二天行政学院就召开了一连四天的全院坦白大会。从1942年底到1943年4月下旬，行政学院共有32人被打成“特务”，其中10人被捕，22人因为报名自首，而且被认为“坦白得彻底”，因而受到宽大待遇，并且从这些人的所谓口供中，又抓出了23名“嫌疑份子”，其中院内4人，院外19人。4月下旬，康生视察了行政学院的审干肃奸工作。5月5日至8日，行政学院曾召开过一次为期近一周的全院“欢迎特务份子自新大会”。
1943年7月15日康生在中央直属机关“挽救失足者动员大会”上作《抢救失足者》的运动报告（印发各解放区），使审干工作变成“抢救失足者运动”。大部分审干对象的审查工作在本单位进行；少数一时弄不清的审干对象，边区政府机关、各分区的行政系统的受审查人员集中送学入“陕甘宁边区行政学院”（代院长、院长王子宜），中直系统的到“西北公学”。1943年7月，行政学院开始大规模集训干部。1943年8月8日，中共中央总学习委员会（简称总学委）宣布停止抢救运动。在抢救运动中毛泽东还特意点了行政学院的名。同日，毛泽东在中央党校第二部开学典礼讲话时，由於当时对抢救运动扩大化的严重性还没有足够的认识，因此讲到：党校也要争取领导权，2500人中，伙夫、马夫在内，有250个特务，听说还有，恐怕是250到350的数目；行政学院，除了一个人外，教员、职员全部都是特务，主要堡垒在人家手里，学生中很多是特务，恐怕是过半数，这是很严重的争取领导权的斗争。1943年8月15日，中央作出《关于审查干部的决定》，重申必须坚持审干工作的“九条方针”：即首长负责、自己动手、领导骨干与广大群众相结合、一般号召与个别指导相结合、调查研究、分清是非轻重、争取失足者、培养干部、教育群众。1943年10月9日毛泽东指示坚持“一个不杀，大部不抓”的原则。1943年秋季，行政学院的学员们自己动手，建造校舍，建成大礼堂。1943年11月，行政学院集中了边区政府各机关54位文化程度较高的知识份子，成立了研究室，由罗迈亲自主持进行审查甄别。到1943年底，已有学员和训练班干部2000多人。行政学院原来的班建制改为系的建制，设行政系（系主任谭生彬）、教育系（系主任张宗磷）、财经系（系主任彭平）、司法系（系主任何思敬）。
1944年5月行政学院并入延安大学，改为延安大学行政学院，学制延长至两年。延大校部搬至行政学院院址办公。1944年5月24日，延安大学与行政学院合并组建新的延安大学在边区参议会大礼堂举行开学典礼时，毛泽东亲自出席了大会，并发表了长篇的讲话，专门讲了整风和审干：“抢救运动那时候，空气紧张得很，‘抢救’了好些人，许多是搞错了的，非则非，今天要行脱帽礼，脱去给人戴错的帽子。”1944年6月14日到19日，行政学院在各班开展了一场关於审干问题的漫谈活动，由於领导上做出了“尽情暴露思想认识”不予追究的承诺，因此，许多人都大胆地讲了一些真话。

## 旧址
行政学院旧址，位于延安南关半山腰的“西北局路”上，今称“延安大学旧址”，设有“中共中央西北局纪念馆”。